# Chimera (Saariaho)
Chimera est une œuvre orchestrale de la compositrice Kaija Saariaho écrite en 2019.

## Contexte et création
L'œuvre est créée le 9 octobre 2020 à la Liszthalle de Graz par l'Orchestre symphonique de la radio de Vienne sous la direction de Marin Alsop.

## Orchestration
| Instrumentation de Chimera                                           |
| Bois                                                                 |
| 3 piccolos, 3 hautbois, 3 clarinettes en si , 3 bassons              |
| Cuivres                                                              |
| 4 cors en fa, 3 trompettes en ut, 3 trombones, tuba                  |
| Percussions                                                          |
| timbales, 4 percussionnistes                                         |
| Claviers / cordes pincées                                            |
| 2 Piano ou harpe                                                     |
| Cordes                                                               |
| Premiers violons, seconds violons, altos, violoncelles, contrebasses |